# Actinia

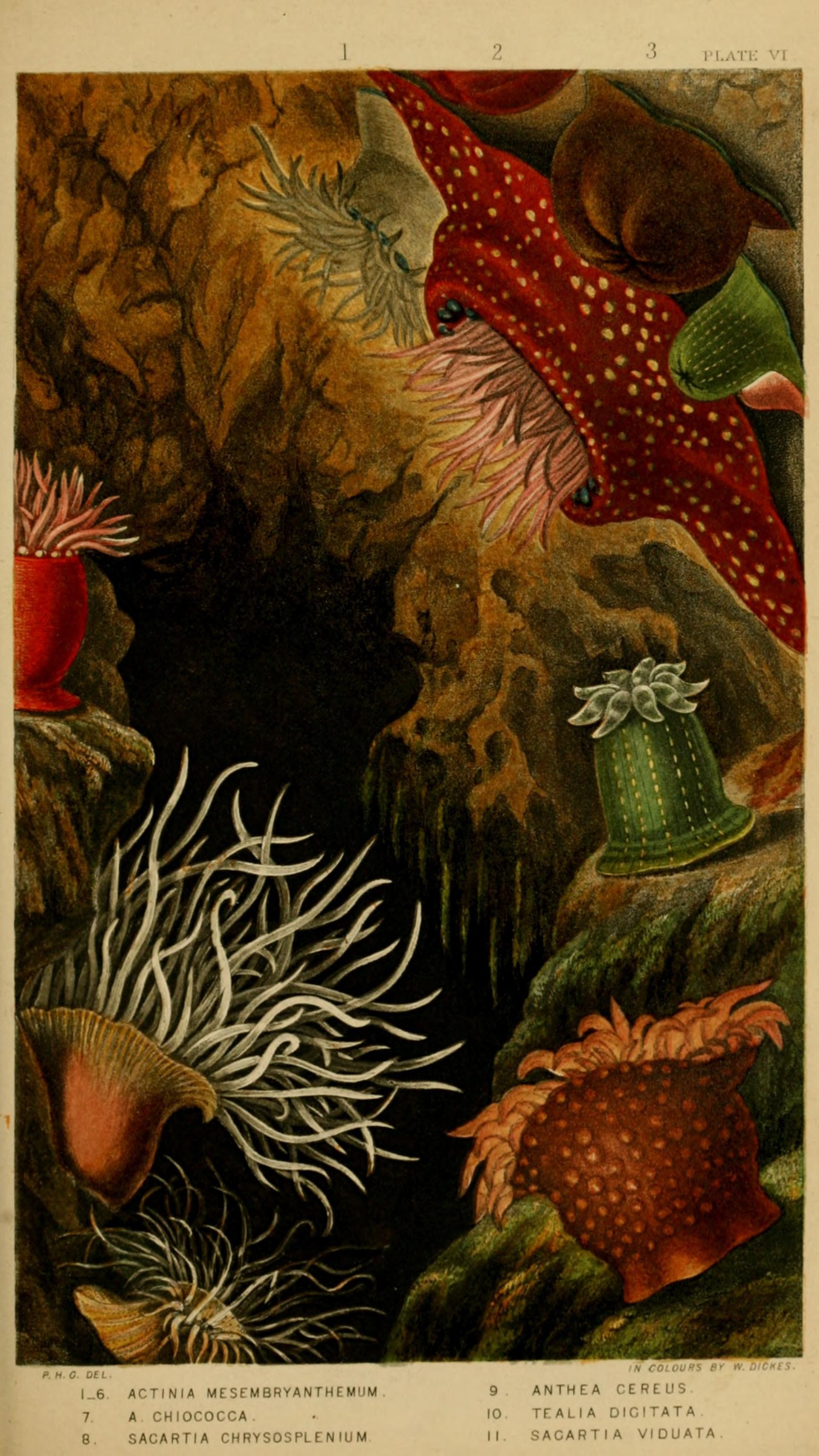
Ilustración de anémonas británicas, con actinias en la parte superior, de 1860 por Philip Henry Gosse

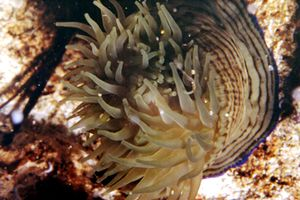
Actinia cari

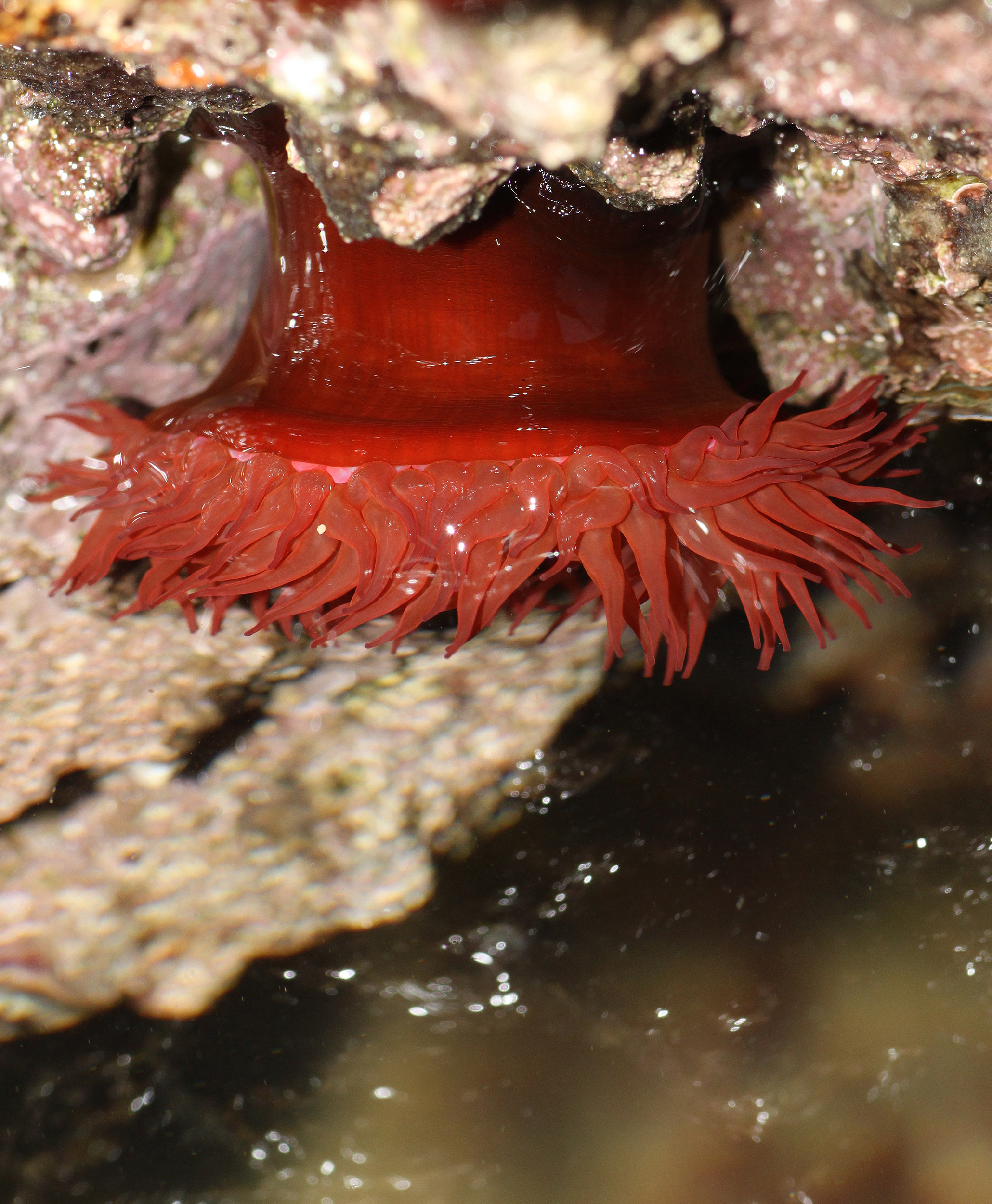
Actinia equina

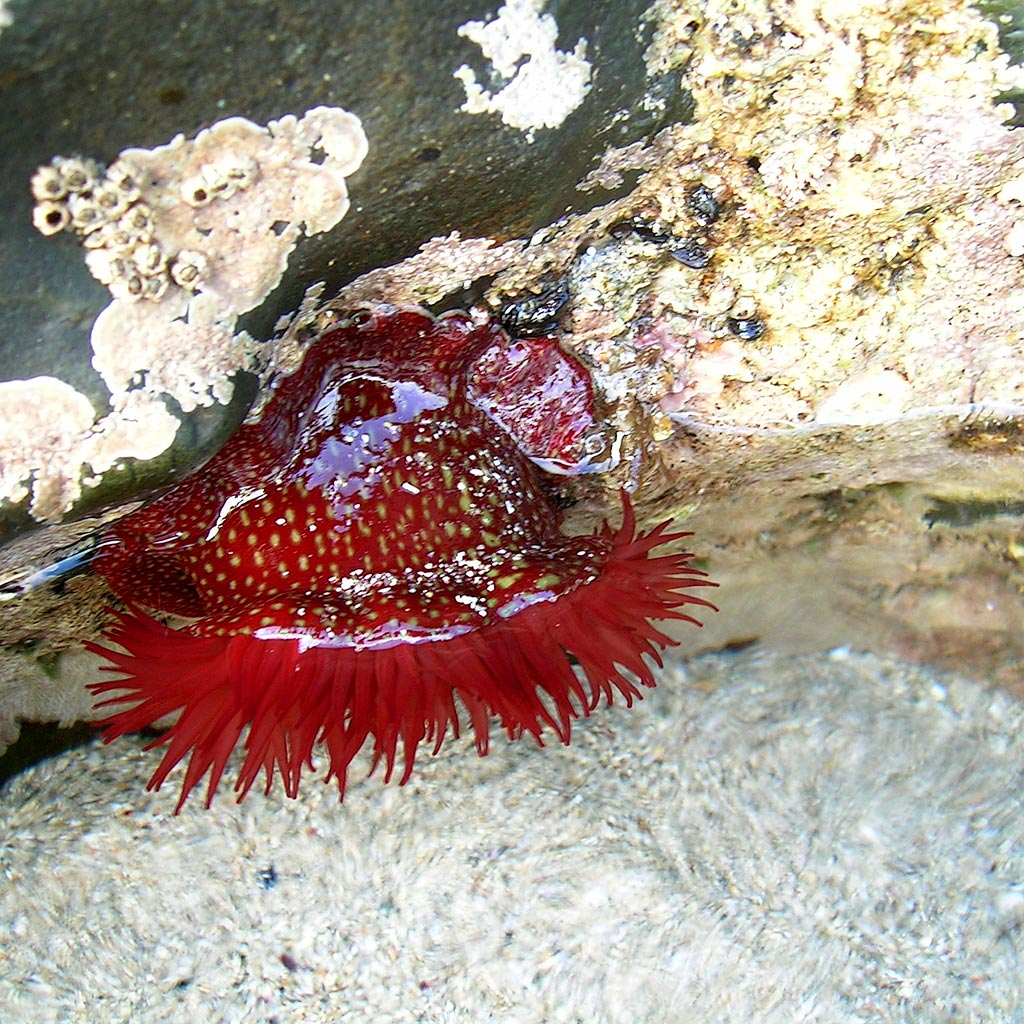
Actinia fragacea

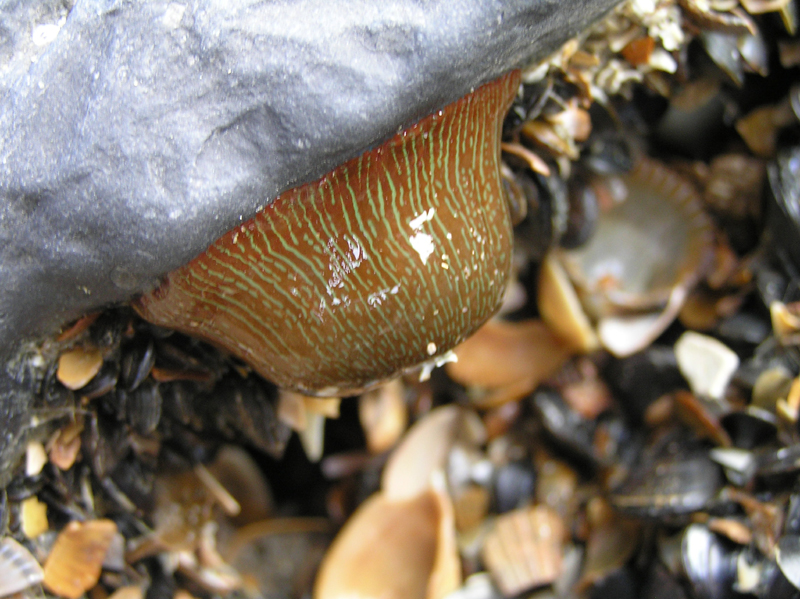
Actinia striata

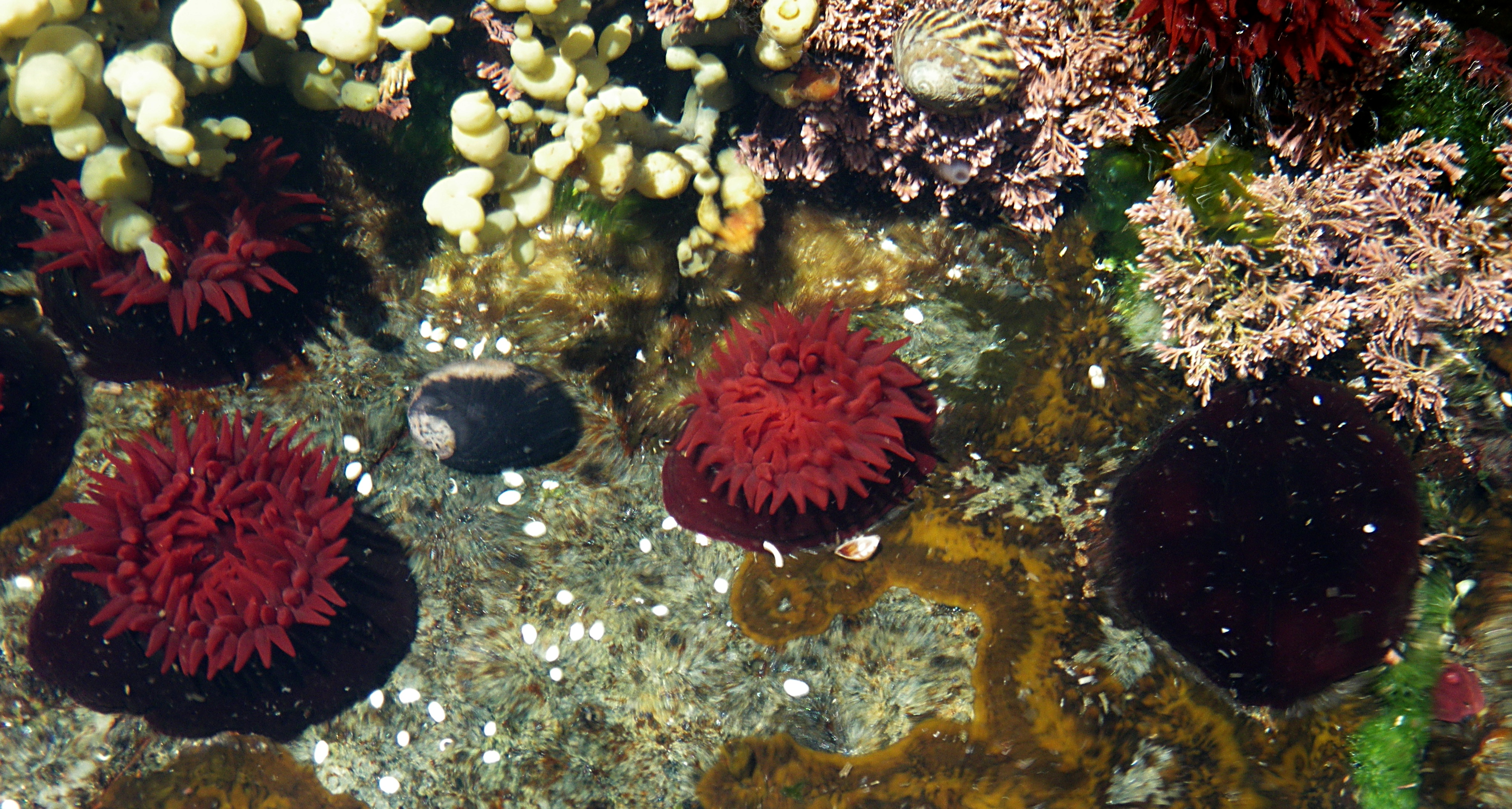
Actinia tenebrosa

Actinia es un género de anémonas marinas de la familia Actiniidae.
Alguna de sus especies, como A. equina, es común en las costas europeas, tanto atlánticas, como mediterráneas.

## Morfología
Su cuerpo es cilíndrico. Su extremo basal es un disco plano que funciona como pie, el disco pedal, que le permite desplazarse, y que en este género es muy amplio, y su extremo apical es el disco oral, el cual tiene la boca en el centro, y alrededor tentáculos compuestos de cnidocitos, células urticantes provistas de neurotoxinas paralizantes en respuesta al contacto. La actinia utiliza este mecanismo para evadir enemigos o permitirle ingerir presas más fácilmente hacia la cavidad gastrovascular. El margen del cuerpo está provisto de un anillo de esférulas simples o ligeramente compuestas. La columna es lisa, sin verrugas.
El esfínter es más débil o fuerte y difuso. Cuentan con numerosos mesenterios perfectos. Todos los mesenterios más fuertes, salvo los directivos, son fértiles. Cuentan con más mesenterios en la base que en los márgenes. Los retractores de los mesenterios son difusos.
Los tentáculos son retráctiles dentro de su columna, aunque raramente lo están, salvo cuando quedan al aire en mareas bajas, llenando la columna de agua marina hasta que el mar vuelve a cubrirlas. 
La coloración de la mayoría de especies es roja, del cereza al rojo oscuro, habiendo especies de coloración verde, marrón o naranja, algunas con rayas verticales rojas o puntos negros en la columna.
Los cnidocitos son de los tipos espirocistos, atrichos, basitrichos y microbasic p-mastigoforos.

## Especies
El Registro Mundial de Especies Marinas acepta las siguientes especies en el género:
| - Actinia alba Risso, 1826 - Actinia annulata Gay, 1854 - Actinia aster Ellis, 1768 - Actinia australiensis Carlgren, 1950 - Actinia bermudensis (McMurrich, 1889) - Actinia bicornis Müller, 1776 - Actinia capillata Gay, 1854 - Actinia cari Delle Chiaje, 1822 - Actinia chlorodactyla Brandt, 1835 - Actinia cinerea Gay, 1854 - Actinia cleopatrae Hemprich & Ehrenberg in Ehrenberg, 1834 - Actinia curta Drayton in Dana, 1846 - Actinia delicatula (Hertwig, 1888) - Actinia dubia Lesson, 1830 - Actinia ebhayiensis Schama, Mitchell & Solé-Cava, 2012 - Actinia equina (Linnaeus, 1758) - Actinia erythrospilota Brandt, 1835 - Actinia fiscella Müller, 1789 - Actinia fragacea Tugwell, 1856 - Actinia gelatinosa Moseley, 1877 - Actinia gemma Drayton in Dana, 1846 - Actinia gracilis Hemprich & Ehrenberg in Ehrenberg, 1834 - Actinia graminea Drayton in Dana, 1846 - Actinia grobbeni Watzl, 1922 - Actinia iris Müller, 1789 - Actinia kraemeri Pax, 1914 - Actinia laurentii Brandt, 1835 - Actinia mamillaris Quoy & Gaimard, 1833 - Actinia mediterranea Schmidt, 1971 - Actinia mertensii Brandt, 1835 - Actinia minutissima Le Sueur, 1817 - Actinia mucilaginosa - Actinia nigropunctata den Hartog & Ocaña, 2003 - Actinia obtruncata Stimpson, 1853 - Actinia ostraearum Gay, 1854 - Actinia papuana Quoy & Gaimard, 1833 - Actinia prasina Gosse, 1860 - Actinia punctata Gay, 1854 - Actinia pusilla Swartz, 1788 - Actinia reclinata Bosc, 1802 - Actinia rosea Risso, 1826 - Actinia rosula Ehrenberg, 1834 - Actinia rubida Holdsworth, 1855 - Actinia rufa Risso, 1826 - Actinia sali Monteiro, Sole-Cava & Thorpe, 1997 - Actinia sanguineo-punctata Templeton, 1841 - Actinia simplex Ehrenberg, 1834 - Actinia sinensis Andres, 1883 - Actinia striata Rizzi, 1907 - Actinia striata Quoy & Gaimard, 1833 - Actinia strigata Quoy & Gaimard, 1833 - Actinia tabella Drayton in Dana, 1846 - Actinia taeniata Gay, 1854 - Actinia tenebrosa Farquhar, 1898 - Actinia tilesii Milne Edwards, 1857 - Actinia timida Verrill, 1868 - Actinia tongana Quoy & Gaimard, 1833 - Actinia truncata Müller, 1776 - Actinia varians Müller, 1806 - Actinia violacea Risso, 2021 - Actinia volva Müller, 1776 - Actinia zonata Rathke, 1836 | - Actinia alderi Cocks, 1851 (nomen dubium) - Actinia anemonoides (nomen dubium) - Actinia arctica (nomen dubium) - Actinia bellii Cocks, 1850 (nomen dubium) - Actinia brevitentaculata Quoy & Gaimard (nomen dubium) - Actinia brune (nomen dubium) - Actinia caryophillus (nomen dubium) - Actinia caryophyllus (nomen dubium) - Actinia chiococea (nomen dubium) - Actinia chioiocca (nomen dubium) - Actinia coerulea (nomen dubium) - Actinia echina (nomen dubium) - Actinia edulis (nomen dubium) - Actinia effta (nomen dubium) - Actinia felinae (nomen dubium) - Actinia fenili (nomen dubium) - Actinia fusco-rubra Quoy & Gaimard, 1833 (nomen dubium) - Actinia hemprichii (nomen dubium) - Actinia margaritaceum (nomen dubium) - Actinia marsilii (nomen dubium) - Actinia mesembrianthemum (nomen dubium) - Actinia mesembryantheum (nomen dubium) - Actinia multiformis (nomen dubium) - Actinia parasita (nomen dubium) - Actinia peyssonelii (nomen dubium) - Actinia polymorpha (nomen dubium) - Actinia rubra (nomen dubium) - Actinia ventricosa (nomen dubium) - Actinia vinosa (nomen dubium) |

## Hábitat
Es un género de zonas litorales, que prefiere áreas expuestas a corrientes y soleadas. Frecuentemente en zonas intermareales y en piscinas. Se encuentran en rocas y grietas, así como ancladas a kelp o algas como Zostera marina. 
Su rango de profundidad está entre 0 y 183 m, y a temperaturas entre 5.27 y 28.15 °C.

## Distribución geográfica
Se distribuyen en aguas templadas y tropicales de los océanos Atlántico, incluido el mar Mediterráneo; Índico, incluido el mar Rojo; y Pacífico. desde Alaska hasta Nueva Zelanda y Tierra de Fuego.

## Alimentación
Sus especies carecen o poseen algas simbiontes, llamadas zooxantelas. Las algas realizan la fotosíntesis produciendo oxígeno y azúcares, que son aprovechados por las actinias y se alimentan de los catabolitos de la actinia (especialmente fósforo y nitrógeno). No obstante, tanto las especies simbiontes, como las que no lo son, se alimentan tanto de los productos que generan estas algas, como de las presas de plancton (tanto del fitoplancton como del zooplancton) o peces, que capturan con sus tentáculos. Es un género predador carnívoro, cuyas especies se alimentan de peces pequeños, crustáceos y moluscos. También capturan materia orgánica disuelta del agua, como aminoácidos y glucosa, a través de células ectodermales de los tentáculos.

## Reproducción
Se reproducen tanto asexualmente, como utilizando glándulas sexuales. Las especies son dióicas, o de sexos separados, y vivíparas. Algunas especies, como A. equina, incuban larvas plánulas, y fases más avanzadas de desarrollo, en la cavidad gastrovascular de hembras y machos.